# Mecz Gwiazd PLK 2000
Mecz Gwiazd Polskiej Ligi Koszykówki 2000 – towarzyski mecz koszykówki rozegrany 29 stycznia 2000 roku w Słupsku. W spotkaniu wzięli udział czołowi zawodnicy najwyższej klasy rozgrywkowej w Polsce. Spotkanie gwiazd odbyło się w konwencji Wschód - Zachód. Przy okazji spotkania rozegrano także konkurs rzutów za 3 punkty. 
Na zawodników mających wziąć udział w spotkaniu głosowali zarówno kibice – internauci, jak i trenerzy. 
W głosowaniu do drużyny Zachodu wybrano 11 zawodników, natomiast Wschodu 10.
Spośród wybranych w głosowaniu nie wystąpili: 
- Derrick Hayes (Cersanit Kielce – Wschód)
- Branislav Vicentić (AZS Lublin – Wschód)
- Uvis Helmanis (Ericsson Bobry Bytom – Zachód)
- Joe McNaull (Zepter Śląsk Wrocław – Zachód)

Do składów dołączyli: 
- Radosław Hyży (Unii Tarnów – Wschód)
- Jarrod Gee (Stali Ostrów Wielkopolski – Zachód)
- Isaiah Morris (Pogoń Ruda Śląska – Wschód)

Spotkanie wygrała drużyna Zachodu, pokonując Wschód 86–84. 
- MVP – Antoine Joubert
- Zwycięzca konkursu rzutów za 3 punkty – Andrzej Pluta

## Składy
Pogrubienie – oznacza zawodnika składu podstawowego
Trener drużyny Wschód: Andrzej Nowak (Hoop Pruszków)

Trener drużyny Zachód: Muli Katzurin (Zepter Śląsk Wrocław)

Sędziowie: G. Ziemblicki, J. Dłużyk, Z Szpilewski
| Zachód – 86               | Zachód – 86       | Zachód – 86              | Zachód – 86 | 84 – Wschód             | 84 – Wschód       | 84 – Wschód          | 84 – Wschód |
| Zawodnik                  | Kraj              | Klub                     | Pkt         | Zawodnik                | Kraj              | Klub                 | Pkt         |
| ------------------------- | ----------------- | ------------------------ | ----------- | ----------------------- | ----------------- | -------------------- | ----------- |
| #10 Adam Wójcik           | Polska            | Zepter Śląsk Wrocław     | 16          | #8 Isaiah Morris        | Stany Zjednoczone | Pogoń Ruda Śląska    | 20          |
| #6 Jerry Hester           | Stany Zjednoczone | Stal Ostrów Wielkopolski | 15          | #4 Antoine Joubert      | Stany Zjednoczone | Pogoń Ruda Śląska    | 23          |
| #8 Charles O’Bannon       | Stany Zjednoczone | Zepter Śląsk Wrocław     | 14          | #11 Tomasz Jankowski    | Polska            | Anwil Włocławek      | 10          |
| #9 Maciej Zieliński       | Polska            | Zepter Śląsk Wrocław     | 14          | #15 Kordian Korytek     | Polska            | Cersanit Kielce      | 10          |
| #14 Rafał Bigus           | Polska            | Komfort Forbo Stargard   | 10          | #6 Andrzej Pluta        | Polska            | Pogoń Ruda Śląska    | 8           |
| #7 John Taylor            | Stany Zjednoczone | Brok Czarni Słupsk       | 6           | #5 Michał Hlebowicki    | Polska            | Prokom Trefl Sopot   | 6           |
| #12 Krzysztof Wilangowski | Polska            | Brok Czarni Słupsk       | 4           | #12 Radosław Hyży       | Polska            | Unii Tarnów          | 2           |
| #5 Alan Gregov            | Chorwacja         | Zepter Śląsk Wrocław     | 3           | #9 Edgars Šneps         | Łotwa             | Anwil Włocławek      | 2           |
| #4 Zoran Sretenović       | Serbia            | Stal Ostrów Wielkopolski | 1           | #7 Tyrice Walker        | Stany Zjednoczone | Hoop Pruszków        | 2           |
| #11 Jarrod Gee            | Stany Zjednoczone | Stal Ostrów Wielkopolski | 3           | #10 Raimonds Miglinieks | Łotwa             | Zepter Śląsk Wrocław | 1           |